# Geersdijkpolder
De Geersdijkpolder was een polder en een waterschap in de gemeenten Wissenkerke en Kortgene op Noord-Beveland, in de Nederlandse provincie Zeeland.
Het octrooi ter bedijking werd in 1667 verleend en de polder was in 1668 een feit. De polder werd genoemd naar de op 5 november 1530 verdronken Heerlijkheid Geersdijk.
Sedert de oprichting van het afwateringswaterschap Willempolder c.a. in Noord-Beveland in 1870 was de polder hierbij aangesloten.
Op 1 februari 1953 overstroomde de polder. De polder viel op 16 februari weer droog. Ook op 14 januari 1808 was de polder al eens overstroomd.